# Panagia

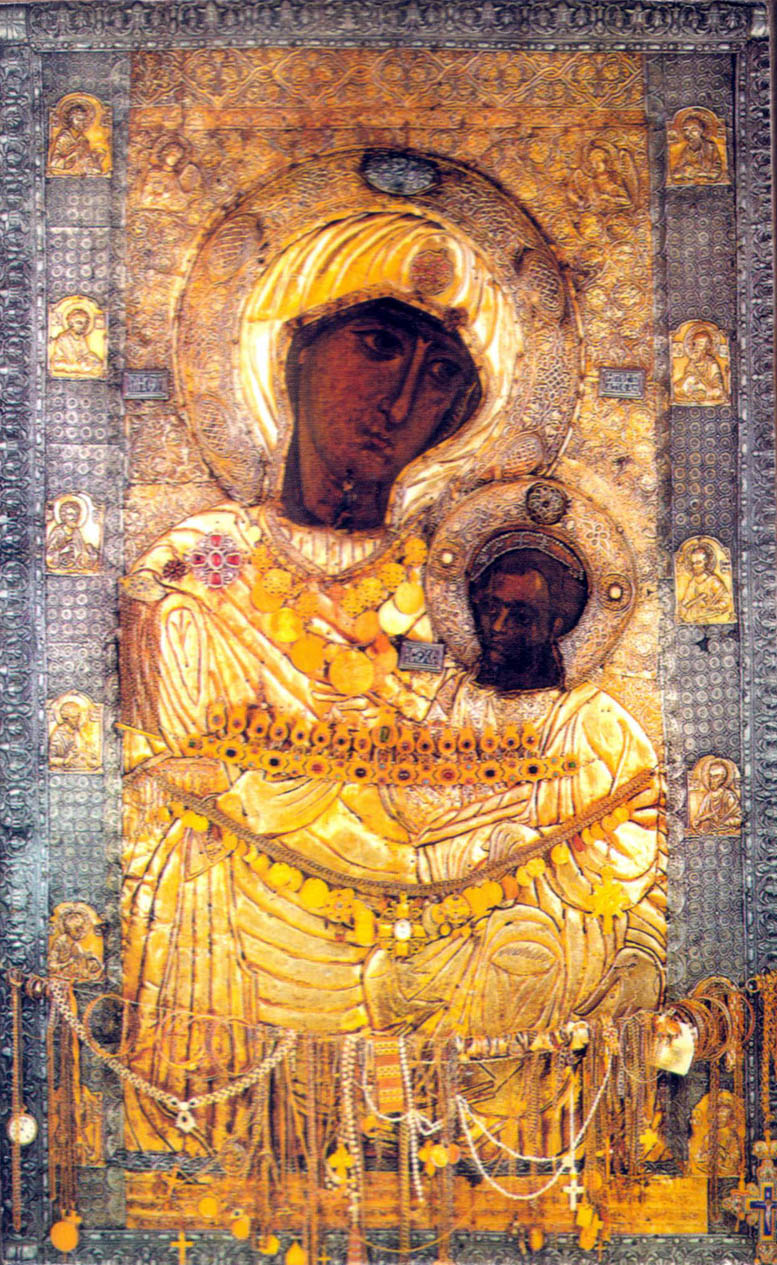
La Panagia Portaitissa ("Santísima Portera") del Monasterio de Iviron (Monte Athos).

Panagia, Panagiá, Panaghia, Panhagia, Panayia o Panayá son transcripciones al alfabeto latino de Παναγιά (en griego "Toda Santa" o "Santísima"), el epíteto más común para referirse a la Virgen María en la cristiandad oriental. La denominación Αγία Μαρία (Agia María o Hagía María, «Santa María») no es tan habitual como en la cristiandad occidental, excepto para referirse a la abadía y basílica de Hagia Maria de Sion, de Jerusalén, también denominada «de la Dormición».

## Uso
Muchos iconos, iglesias y monasterios ortodoxos, tanto en Grecia como en otros países, tienen como advocación a la Panagia o a la Megali Panagia. Como nombre propio, es muy común el masculino Panagiotis (con sus diminutivos Panos y Notis), mientras que en femenino es mucho más común María que Panagiota (con sus diminutivos Ghiota y Nota). Panagia mou (Παναγιά μου) es la expresión equivalente a "Nuestra Señora" o Notre Dame; hay numerosas advocaciones marianas con denominaciones griegas que suelen ir precedidas por Panagia.

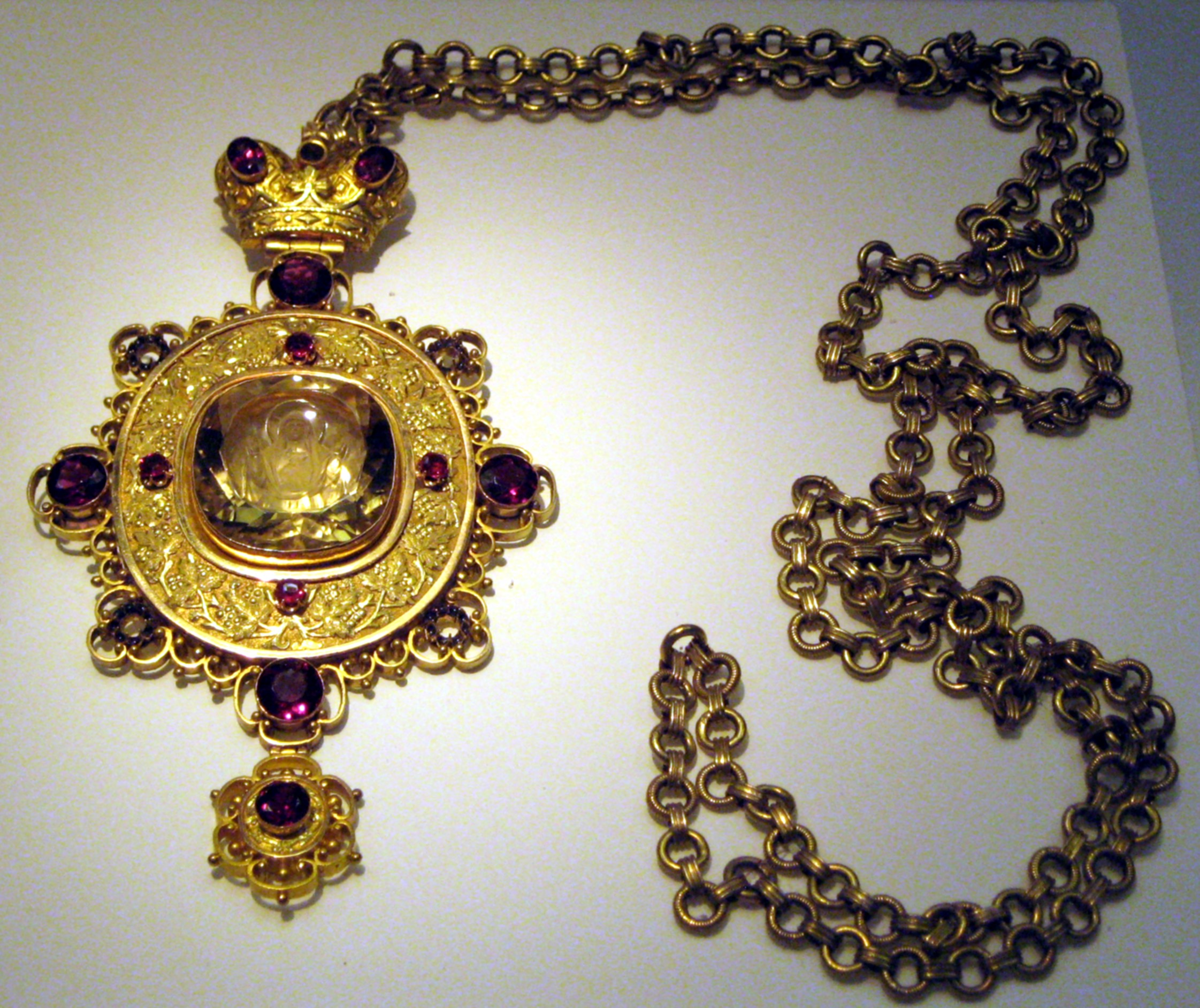
Enkolpion denominado Panagia.

También se denomina Panagia a un tipo de enkolpion (adorno litúrgico pectoral que llevan los obispos ortodoxos) y a uno de los prosforon (ofrenda consistente en pequeñas piezas de pan y empleada en la liturgia).

## Monasterios con la denominación Panagia
- El de la isla Panagiá.
- Panagia Evangelístria tis Tínou (Παναγία Ευαγγελίστρια της Τήνου -"la Santísima Portadora de la Buena Nueva de Tinos"-), Megalóchari tis Tínou (Μεγαλόχαρη της Τήνου -"la Llena de Gracia de Tinos"-) o Nuestra Señora de Tinos, la más importante advocación mariana de Grecia, en la isla de Tinos.[9]
- Panagia Ekatontapiliani (Παναγία Εκατονταπυλιανή), "de las cien puertas", o Katapoliani (Καταπολιανή), "de la ciudad baja".
- Panagia Peribleptos (Παναγία Περιβλεπτος), monasterio de Santa María Perivleptos o Theotokos Perivleptos ("distinguida", "respetada", "admirada").
- Panagia Soumela (Παναγίας Σουμελά), "del Monte Mela".
- Monasterio del Real Santo y Stavropégico de la Panagía de Kikkos.
- Panaghia Chozoviotissa, en Amorgós.
- Panagia Theoskepastos, en Kizlara (Trebisonda, actual Turquía).
- Panagia Skopiotissa, en Zakynthos[10]

Determinada zona del monte Athos se considera to perivóli tis Panagías ("jardín de la Santísima") y se ha mantenido inalterada hasta el punto de que conserva especies no existentes en otros lugares. En el mismo monte hay una capilla denominada Panagia a 1500 metros de altitud, a la que se accede desde el Megistis Lavras.

## Iglesias con la denominación Panagia
- Panagía Parigoritissa, en Arta.
- Panagia Rheumatocrátissa, en Tekirdağ (actual Turquía).
- Panagiá tou Hárou y la Panagia de Kouselio, en Leipsoi.
- Panagia Eleftherotria en Didimóteico.
- Panagía Argokiliótisa en Naxos
- Panagía Spilianí en Nisiros
- Panagia Kaphatianí o Santa María de Kaffa, en Gálata (Estambul)
- Panagia Halkeon en Tesalónica

## Topónimos
- Isla Panagiá, en Paxoí (Grecia)
- Panagia (Pafos), en Pafos (Chipre)
- Panagia (Calcídica), en Calcídica (Grecia)
- Panagia (Lemnos), en Lemnos (Grecia)
- Panaghia (Calopar), en Calopar (Dolj, Rumanía)
- Kyra Panagia (Κυρά Παναγιά), isla de las Espóradas (Grecia)